# Вільгельм Шимпер
Вільгельм Філіпп Шимпер (фр. Wilhelm Philipp Schimper) — французький ботанік німецького походження. Походить з відомої родини ботаніків.  Двоюрідний брат Георга Шимпера (1804–1878) та Карла Шимпера (1803–1867). Батько Андреаса Шимпена (1856–1901).

## Біографія
Отримав освіту в Страсбурзькому університеті. Працював в Музеї природничої історії у Страсбурзі. У 1839 році став директором музею. З 1862 по 1879 — професор геології у Страсбурзькому університеті.
Разом з Філіппом Брухом (1781–1847) описав усі відомі види мохів у Європі у праці Bryologia Europaea (1836–1855).
У 1874 році запропонував новий поділ геологічного часу і виділив епоху Палеоцен на базі свої досліджень у Паризькому басейні.

## Праці

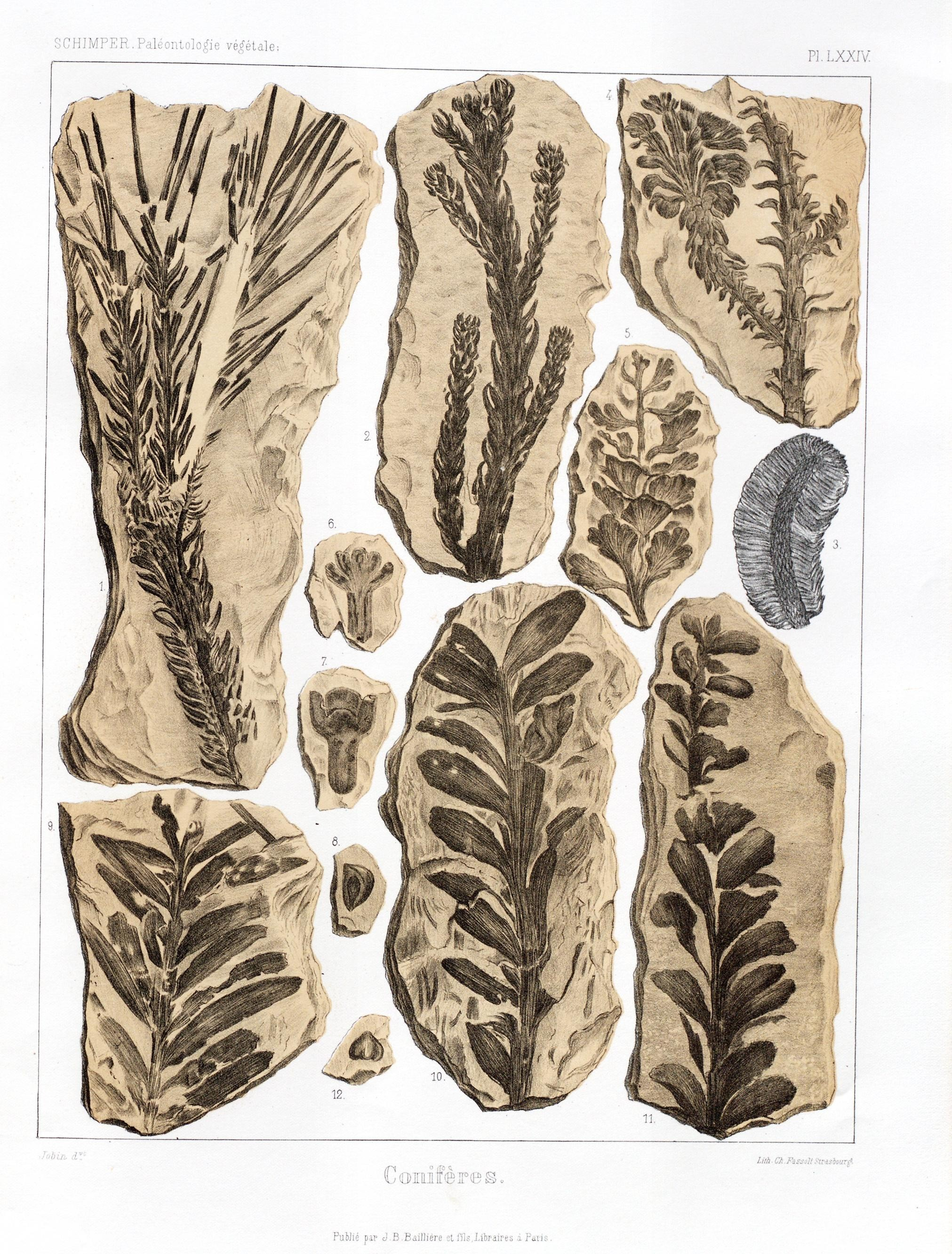
Сторінка з Traité de Paleontologie végétale

- Bryologia europaea (Stuttgart, 1836–55, 6 томів).
- Monograph des plantes du fossiles grès bigarré de la chaine des Vosges, 1841 – монографія присвячена викопним рослинам з гір Воґези.
- Recherches sur les mousses anatomiques et morphologiques, 1850 – Дослідження морфології мохів.
- Mémoire pour servir à l'histoire naturelle des Sphagnum, 1854 – Трактат про натуральну історію сфагнума.
- Synopsis muscorum europaeorum (1860, 1876).
- Le terrain de transition des Vosges, 1862 – Дослідження ландшафту Воґезів.
- Traité de Paleontologie végétale (1869 to 1874 in two volumes) – Трактат про палеоботаніку.[9][10]